# Холденвил (Оклахома)
Холденвил (енгл. Holdenville) град је у америчкој савезној држави Оклахома.

## Демографија
По попису из 2010. године број становника је 5.771, што је 1.039 (22,0%) становника више него 2000. године.
| Група             | 2000.         | 2010.         |
| Белци             | 3.507 (74,1%) | 3.569 (61,8%) |
| Афроамериканци    | 163 (3,4%)    | 643 (11,1%)   |
| Азијати           | 13 (0,3%)     | 17 (0,3%)     |
| Хиспаноамериканци | 116 (2,5%)    | 272 (4,7%)    |
| Укупно            | 4.732         | 5.771         |